# Радужный (Владимирская область)
Ра́дужный — город во Владимирской области в России. Закрытое административно-территориальное образование, в границах которого в соответствии с Законом от 19 июля 2004 года № 71-ОЗ было образовано одноимённое муниципальное образование (городской округ) ЗАТО город Радужный.

## География
Расположен в 25 км от Владимира, в стороне от основных автомобильных магистралей, в лесном массиве. Общая площадь — 11302 га, из них около 90 % покрыто лесами.
На севере и востоке город граничит с Судогодским районом, на западе — с Собинским районом, на юге — с Гусь-Хрустальным районом Владимирской области.

## История
В 1971 году опытно-конструкторскому бюро «Радуга», ставшему впоследствии для Радужного градообразующим предприятием отвели земельный участок в заболоченном лесном массиве Владимирской области, в 25 км от областного центра — города Владимира. Руководство всеми работами было поручено генерал-майору Ивану Сергеевичу Косьминову. Рядом с корпусами конструкторского бюро началось строительство жилой зоны для работников предприятия. Градостроительный план посёлка включал в себя комплекс многоэтажных домов, объекты образования, здравоохранения, соцкультбыта, спортивные и рекреационные зоны. Основное строительство проводилось в течение 20 лет — с 1970 по 1980-е годы.
В период перестройки многие перспективные специалисты покинули предприятие. В посёлке росла безработица, долги по зарплате и социальным пособиям.
В январе 1998 года указом президента России посёлку Радужный был присвоен статус города и закрытого административного территориального образования. Государственная поддержка позволила городской администрации за 10 лет привести в порядок многие объекты, переданные в муниципальную собственность из ведомства Миноборонпрома. Удалось восстановить и поддерживать жизнеспособность городской инфраструктуры, повысить обеспеченность города социально важными объектами. Стабилизировалось финансирование учреждений бюджетной сферы, возобновилось бесперебойное функционирование объектов жилищно-коммунального хозяйства, строительство жилья, начали появляться новые предприятия и рабочие места.

## Население
| 1976    | 1983    | 1996    | 1998    | 2000    | 2001    | 2002    | 2003    | 2005    |
| ------- | ------- | ------- | ------- | ------- | ------- | ------- | ------- | ------- |
| 2400    | ↗10 000 | ↗17 400 | ↗17 900 | ↗18 500 | →18 500 | ↘17 506 | ↘17 500 | ↗17 700 |
| 2006    | 2007    | 2008    | 2010    | 2011    | 2012    | 2013    | 2014    | 2015    |
| ↗17 800 | →17 800 | ↗17 811 | ↗18 211 | ↘18 200 | ↗18 399 | ↗18 466 | ↘18 368 | ↗18 369 |
| 2016    | 2017    | 2018    | 2019    | 2020    | 2021    |         |         |         |
| ↗18 432 | ↗18 535 | ↘18 471 | ↘18 470 | ↘18 342 | ↘17 569 |         |         |         |

На 1 января 2025 года по численности населения город находился на 713-м месте из 1124 городов Российской Федерации.
Демография
На 1 марта 2008 года численность населения — 17 811 человек, мужского — 8549 чел., женского — 9262 человека. В трудоспособном возрасте — 12 819 человек. Занятых экономической деятельностью — 11 185 человек. Статус безработного имеют 317 граждан. Уровень безработицы — 2,3 %.
Национальный состав
По итогам переписи населения 2020 года проживали следующие национальности (национальности менее 0,1 % и другое, см. в сноске к строке «Другие»):
| Национальность | Численность, чел. | Доля     |
| -------------- | ----------------- | -------- |
| Русские        | 16 182            | 92,11 %  |
| Украинцы       | 200               | 1,14 %   |
| Белорусы       | 81                | 0,46 %   |
| Татары         | 47                | 0,27 %   |
| Армяне         | 43                | 0,24 %   |
| Чуваши         | 18                | 0,10 %   |
| Другие         | 998               | 5,68 %   |
| Итого          | 17 569            | 100,00 % |

## Промышленность
Промышленная зона расположена на юго-западе от жилого сектора. Главное и градообразующее предприятие города — Федеральное казённое предприятие «Государственный лазерный полигон „Радуга“» — единственное в России и уникальное в своём роде предприятие.
В 2003 году из структурного подразделения лазерного центра было выделено предприятие «Радугаэнерго», обеспечивающее город электроэнергией, теплом, питьевой водой и газом. Помимо основных видов деятельности, предприятие занимается также собственными разработками в области энергетики.
В промышленной зоне города работают также научно-производственное предприятие «Электон», занимающееся производством современных станций управления погружными насосами нефтебуровых установок, и предприятие «Радугаприбор», выпускающее приборы для автомобильного транспорта и тракторостроения.
Также в Радужном выпускают колбасы «Владимирский стандарт», а также мясную продукцию под брендами «ВладПродукт», «Телятино» и «Буслав».
Всего на территории ЗАТО функционируют 210 учреждений и предприятий различных форм собственности, в том числе муниципальных — 12, частной собственности — 175.

## Жилой сектор
Жилищный фонд состоит из 72 многоэтажных жилых домов, оборудованных горячим и холодным водоснабжением, центральной канализацией. Протяжённость городских сетей составляет: водопровода — 39,51 км, канализации — 45,66 км, тепловых сетей — 45,12 км, протяжённость дорог — 29 км.
1 и 3 квартал города представляют собой массовую жилую застройку, преимущественно 5- и 9-этажными домами. Северная часть города — район коттеджной застройки. Южная часть и 9 квартал — общежития, объекты соцкультбыта.
За жизнеобеспечение города отвечают два муниципальных предприятия «ЖКХ» «Водопроводные, канализационные и тепловые сети». Автотранспортное предприятие решает проблему пассажирских перевозок.

## Социальная сфера
Социальная сфера включает в себя 1 профессиональное училище, 2 общеобразовательные школы, 3 детских сада, начальную школу-сад, центр детского творчества, школу искусств, спортивную детско-юношескую школу, стрелковый тир.
В Радужном около 50 торговых предприятий, есть предприятия, производящие мебель, швейные изделия, продукты питания и многое другое.

## Здравоохранение
В городской сфере здравоохранения работает городская больница, поликлиника, отдельная 35-я военная поликлиника Министерства обороны России, а также загородный оздоровительный лагерь.

## Культура
В городе открыты центр досуга молодёжи и городской культурный центр «Досуг». Творческие объединения города — клуб бардовской песни «Радуга в ладонях», литературный клуб «Лира», клуб интеллектуальных игр «IV Рим». Радужный стал инициатором областного фестиваля «Содружество талантов».

## Средства массовой информации
В городе работают собственные телеканалы — «Местное время — Радужный», 2 канал,выходит газета "Радуга-информ" и функционирует интернет-издание «Радужный!».

## Хронология
Город основан в 1971 на месте военного лесничества, как посёлок для сотрудников опытного КБ «Радуга»; в 1977 жилая зона ОКБ «Радуга» отнесена к категории рабочих посёлков с наименованием «Владимир-30»; статус города — с 1991.
- 1971 — начало строительства опытно-конструкторского бюро «Радуга».
- 1972 — закладка первого жилого дома.
- 1973 — создан первый измерительный комплекс на СП «Молодёжная». Заселён первый жилой дом — № 2 в первом квартале.
- 1976 — открыта первая средняя школа на 784 места. В это время в жилой зоне ОКБ проживало 2438 человек.
- 1977 — указом Президиума Верховного Совета РСФСР от 13 апреля жилая зона ОКБ «Радуга» отнесена к категории рабочих посёлков с наименованием «Владимир-30».
- 1980 — прошли первые государственные испытания изделия.
- 1981 — награждение сотрудников ОКБ «Радуга» высокими правительственными наградами. Новая поликлиника приняла первых пациентов.
- 1983 — в посёлке Владимир-30 зарегистрирован 10-тысячный житель.
- 1984 — открыты детский комбинат № 4 и средняя школа № 2.
- 1991 — завершено создание экспериментально-исследовательской базы, ОКБ «Радуга»
- 1991 — во время августовского путча городской совет активно поддержал Б. Н. Ельцина. На заседании большинством голосов было принято постановление о поддержке президента РСФСР.
- 1991 — По решению городского совета, в связи с достижением необходимой численности населения, в Верховный Совет было направлено ходатайство о присвоении рабочему посёлку Радужный статуса города с наименованием Радужный. Постановлением Верховного Совета РСФСР был присвоен статус города областного подчинения Радужный.
- 1991 — первый городской совет состоял из 17 депутатов, из них 4 работали на постоянной основе (первый председатель городского Совета Народных Депутатов Алексеев Валентин Ардалионович).
- 1991—1993 — городской совет обеспечил своевременный приём социального и жилищно-коммунального сектора от градообразующего предприятия.
- 1993 — указом Президиума Верховного Совета России от 5 июля Опытно-конструкторское бюро «Радуга» преобразовано в Государственный научно-исследовательский центр (полигон) России «Радуга».
- 1995 — на первых выборах Главы Администрации города победил главный инженер предприятия «Радугаэнерго» — С. А. Найдухов.
- 1996 — освящение города Радужного архиепископом Владимирским и Суздальским Евлогием. На месте освящения заложена часовня.
- 1997 — принят Устав города Радужного, в соответствии с которым 21 декабря прошли выборы главы города. В выборах победил С. А. Найдухов. Одновременно избран совет народных депутатов в составе 6 человек.
  - Зарегистрирована городская газета — информационный бюллетень «Радуга-информ».
  - Открыта часовня на месте освящения города, которая строилась на средства спонсоров и пожертвования горожан.
- 1998 — Указом Президента России № 109 от 29 января город Радужный преобразован в закрытое административно-территориальное образование.
- 1999 — 7 апреля — умер основатель города Иван Сергеевич Косьминов.
- 2000
  - Январь — в первый раз состоялся конкурс «Радужные струны».
  - Май — открыт памятник И. С. Косьминову.
  - Май — создан музей боевой и трудовой славы города Радужного.
  - Август — открыт Кадетский корпус.
- 2001 — возле дома № 2, первого квартала установлен постамент с мемориальной плитой в память об участниках ликвидации последствий на Чернобыльской АЭС и других атомных объектах.
- 2002
  - Март — Выборы Главы города, С. А. Найдухов избран в третий раз (85,1 % голосов).
  - Май — к 30-летию города учреждена памятная медаль «За заслуги в развитии города».
  - Июнь — открыт Центр досуга молодёжи.
  - Август — государственному предприятию «Радуга» присвоено имя И. С. Косьминова.
  - Декабрь — в муниципальную собственность перешёл Торговый центр.
- 2003
  - Февраль — в новой редакции принят Устав муниципального образования ЗАТО город Радужный.
  - Июнь — решением Геральдического совета при Президенте России утверждены герб и флаг ЗАТО город Радужный.
  - Июнь — Создано муниципальное автотранспортное предприятие.
  - Сентябрь — после ремонта введено в строй здание бывшего УИРа, часть служб администрации переехало в новое здание.
  - Начал работу городской стационар (терапевтическое и неврологическое отделения).
- 2004
  - Июль — открыта общественная приёмная полномочного представителя Президента России.
  - Левое крыло здания администрации реконструировано под молодёжное общежитие.
- 2005
  - Октябрь — С. А. Найдухов в 4-й раз избран главой города (86,11 % голосов избирателей), городской совет избрано 15 депутатов.
  - Завершено строительство 5-этажного муниципального дома на 110 квартир.<
- 2006
  - Март — в городской больнице открыто новое хирургическое отделение.
  - Май — сданы в эксплуатацию новый спортивный зал и здание администрации.
- 2007
  - Май — Радужный отметил своё 35-летие.
  - Начато строительство общественно-торгового центра в 3 квартале.
  - Август — завершена реконструкция бывшего здания администрации под муниципальное молодёжное общежитие.
  - Сентябрь — начато строительство ясли-сада на 235 мест, подписано соглашение с Владимирской Епархией о строительстве Храма в городе Радужном.
- 2008
  - Март — Начато строительство молодёжного спортивно-досугового центра.
- 2017
  - Май — Радужный отметил своё 45-летие.

## Галерея

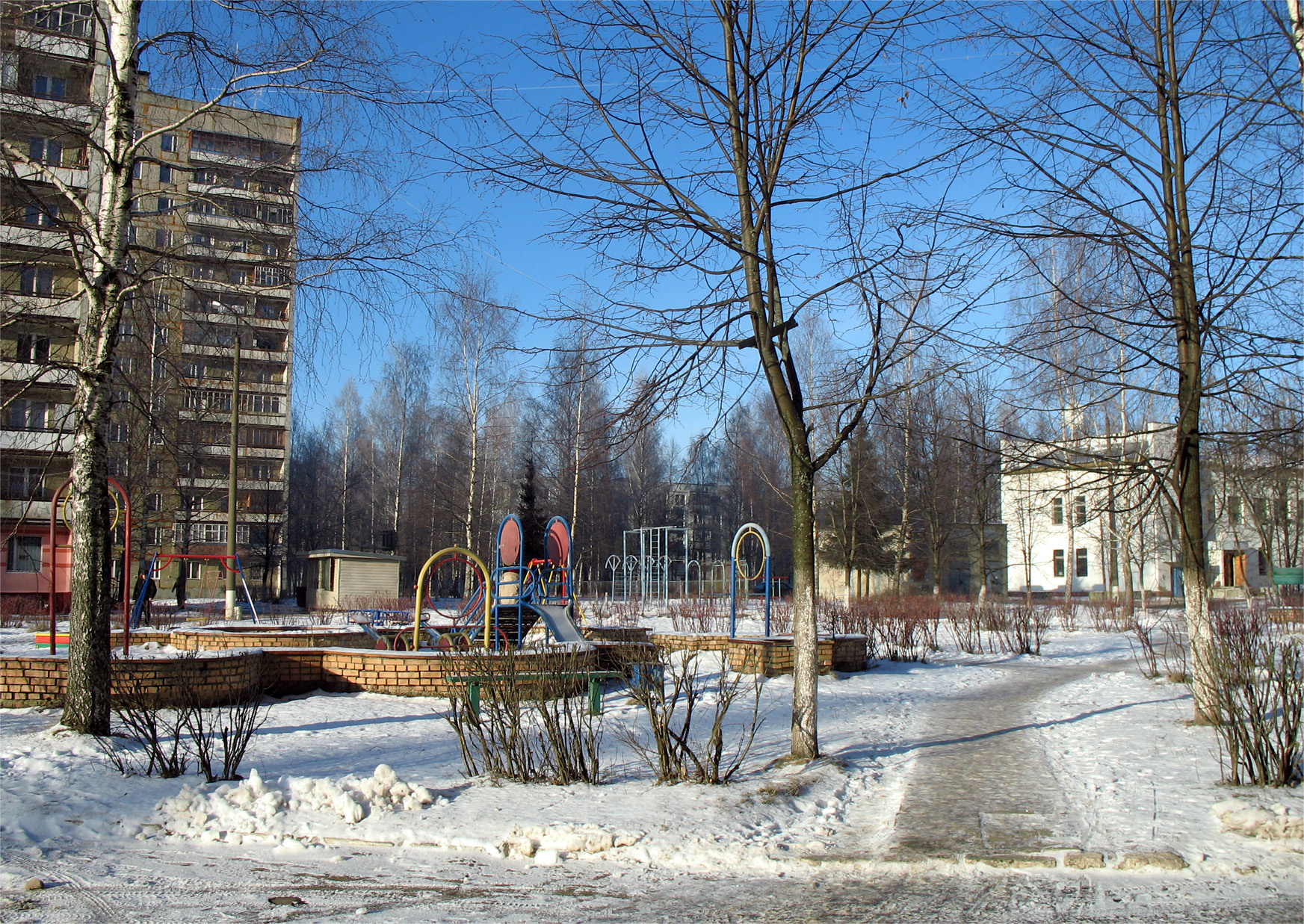
Городской двор зимним утром
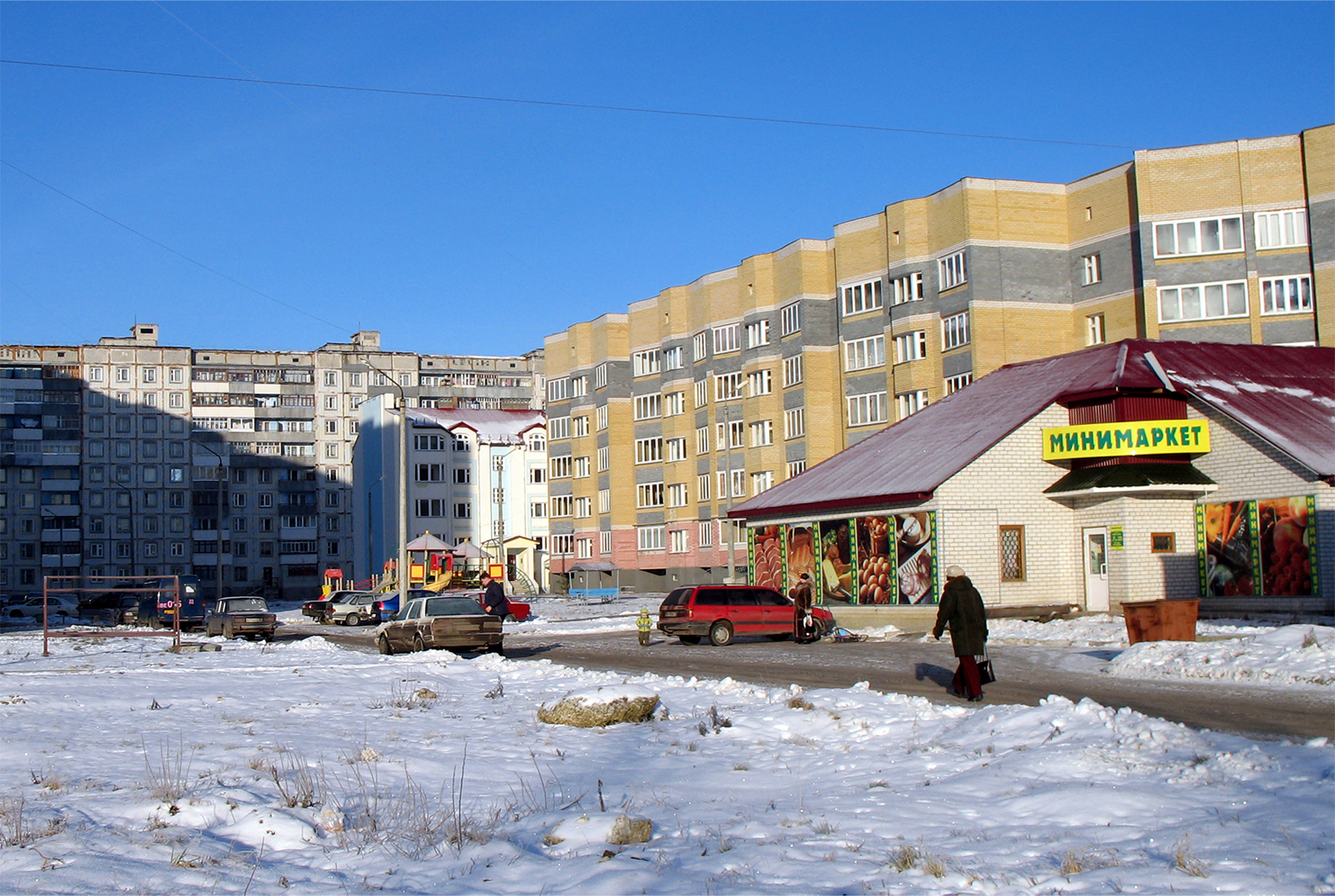
Вид 3 квартала
Карьер в Садах
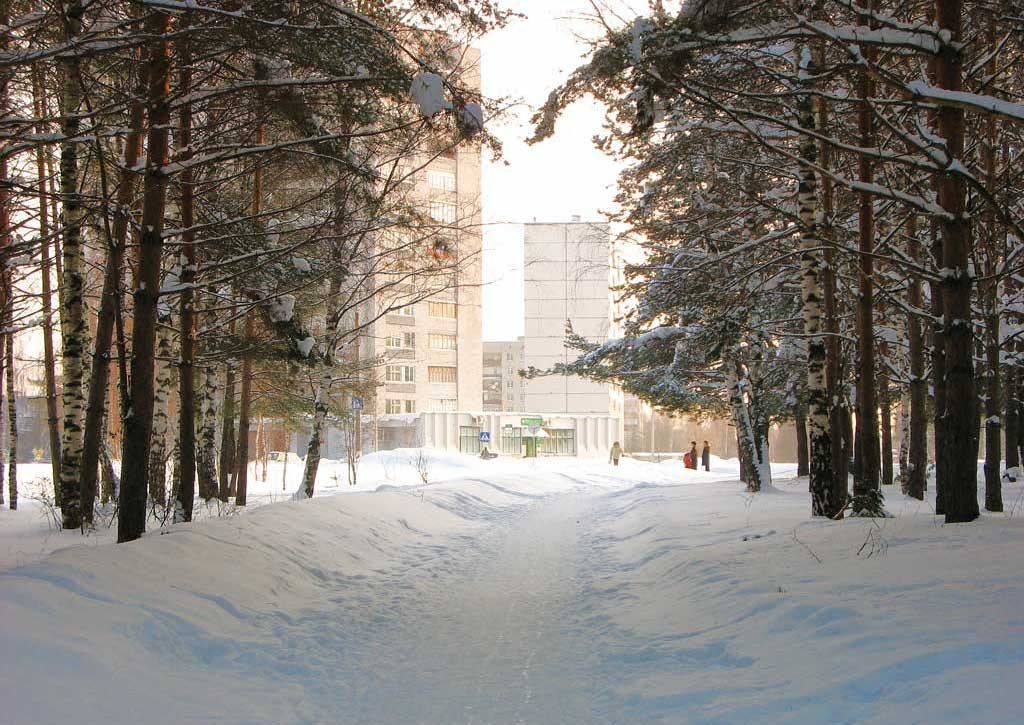
Зимнее утро